# フォトロン
株式会社フォトロン（英: PHOTRON LIMITED.）は、株式会社IMAGICA GROUPの子会社で、民生用および産業用電子応用システム（CAD関連ソフトウェア、ハイスピードカメラ、画像処理システム、放送用映像機器、その他）の開発・製造・販売・輸出入・保守をしてるメーカーである。

## 概要
研究開発向けハイスピードカメラ・生産現場向けハイスピードカメラ・偏光ハイスピードカメラなどの各種ハイスピードカメラや、2次元CADソフトウェア・3次元CADソフトウェア・図面管理システムなどのCAD関連システム、テロッパーやメディアアセットマネージメントシステムなどのプロ用放送映像装置を自社で開発・製造を行っているメーカー。ハイスピードカメラおよびCADソフトウェアは国内開発・国内製造を行っている。プロ用放送映像装置は、自社開発だけではなく世界各国のメーカーの輸入販売も手掛けている。

## 沿革
- 1968年（昭和43年）7月 - 株式会社大沢商会の全額出資で株式会社大沢研究所設立（東京都港区）[2]。
- 1974年（昭和49年）6月 - ゴルフ用品販売の株式会社ゴルフパレード城北を設立。（大阪市西区）
- 1979年（昭和54年）6月 - 株式会社ゴルフパレード城北の事業内容を情報関連業務とし、商号を株式会社フォトロンに変更。
- 1980年（昭和55年）3月 - 株式会社大沢研究所の商号をオスコン電子株式会社に変更。
- 1983年（昭和58年）9月 - 株式会社フォトロンとオスコン電子株式会社が合併。商号は株式会社フォトロン（大阪市北区）[2]。
- 1984年（昭和59年）4月 - 株式会社地産がフォトロン全株式を大沢商会から取得。
- 1985年（昭和60年）6月 - 神奈川県海老名市に海老名工場、愛知県名古屋市に名古屋営業所をそれぞれ開設。
- 1988年（昭和63年）12月 - アメリカカリフォルニア州サンノゼ市に駐在員事務所を開設。
- 1991年（平成3年）3月 - 山形県米沢市に米沢工場を開設。
- 1992年（平成4年）7月 - 株式会社イマジカが、地産及び同社関係者所有の全当社株式を取得し、筆頭株主となる[3]。
- 1994年（平成6年）7月 - 福岡県福岡市に福岡営業所を開設。
- 1997年（平成9年）9月 - 日本証券業協会に株式を店頭登録[3]。
- 2000年（平成12年）
  - 5月 - アイチップス・テクノロジー株式会社を子会社として設立。
  - 12月 - アメリカカリフォルニア州サンノゼ市に子会社PHOTRON USA, INC.を設立。
- 2001年（平成13年）
  - 4月 - 英国ロンドンに子会社PHOTRON EUROPE LIMITEDを設立。
  - 4月 - PHOTRON USA, INC.をカリフォルニア州サンディエゴ市へ移転。
  - 11月 - ベトナム・ホーチミン市にPHOTRON VIETNAM TECHNICAL CENTER LTD.を設立。
- 2003年（平成15年）9月 - 本社・RnD Studio（海老名工場）を東京都千代田区富士見に移転。
- 2004年（平成16年）12月 - 店頭公開市場からジャスダックへ移行。
- 2007年（平成19年）8月 - 子会社フォトロン メディカル イメージング株式会社を設立し、医用画像機器分野の事業を譲渡。
- 2011年（平成23年）4月 - 会社分割および合併により、株式会社イマジカ・ロボット ホールディングス（現・IMAGICA GROUP）の完全子会社となる[4]。
- 2012年（平成24年）
  - 7月 - 株式会社IMAGICAデジックスと合併[5]。
  - 8月 - 中国上海市にPHOTRON （SHANGHAI） LIMITEDを設立[6]。
- 2014年（平成26年）11月 - 株式会社テレキュート（平成29年4月に株式会社IPモーションに社名変更）の全株式を取得[7]。
- 2015年（平成27年）5月 - 本社・永田町オフィスを東京都千代田区神田神保町に統合移転。
- 2016年（平成28年）
  - 10月 - アメリカインディアナ州ウェストフィールドにMotion Engineering Company dba MEC HIGH SPEED IMAGING,Incを設立。
  - 12月 - ドイツ・バーデン＝ヴュルテンベルク州ロイトリンゲンにPhotron Deutschland GmbHを設立。
- 2017年（平成29年）
  - 4月 - 教育映像システム事業を、100％出資子会社であるフォトロン メディカル イメージング株式会社（新社名：フォトロン M&E ソリューションズ株式会社）に譲渡[2]。
  - 8月 - 栃木県宇都宮市に宇都宮事業所を開設。
  - 9月 - 愛知県豊田市に豊田事業所を開設。
- 2018年（平成30年）7月 - 創業50周年。
- 2020年（令和2年）
  - 1月 - 豊田事業所を豊田営業所とし業務を拡張。
  - 4月 - フォトロン M&E ソリューションズの教育映像システム事業を譲受。
  - 11月 - 株式会社フォトニックラティスの全株式を取得し、子会社化することを決定[8]。
- 2021年（令和3年）
  - 4月 -
    - 株式会社IMAGICA Lab.より「TRASC」「TASKEE」の両事業を譲受[9]。
    - 株式会社イマジカデジタルスケープより「Digital Reality Lab」事業を譲受[9]。

  - 11月 - 株式会社ISLWAREの全株式を取得し、子会社化することを決定[10]。
- 2022年（令和4年）4月 - 株式会社メディア・ソリューションズの全株式を取得し、子会社化することを決定[11]。
- 2023年（令和5年）7月 - 栃木県下野市に栃木テクニカルセンターを開設[12]。
- 2024年（令和6年）4月 - 株式会社イマジカ・ライヴを吸収合併[13]。

## 事業

### イメージング事業
事業内容
- ハイスピードカメラおよびそれに関連する製品の開発・製造・販売・サポート・保守

製品
- 研究開発向けハイスピードカメラ（ブランド名：FASTCAM）
- 生産現場向けハイスピードカメラ（ブランド名：Photocam Speeder）
- 偏光ハイスピードカメラ（ブランド名：CRYSTA）
- ストリーミングハイスピードカメラ（ブランド名：INFINICAM）
- 動画解析ソフトウェア
- 簡易モーションキャプチャシステム（ブランド名：6D-MARKER）
- ハイスピード監視システム（ブランド名：Photocam Detector）
- 高速画像処理システム
- 偏光干渉計
- 位相差フィルム検査装置（ブランド名：KAMAKIRI）

サービス
- ハイスピードカメラの点検・校正
- ハイスピードカメラのレンタル
- 動画像の受託解析
- 受託光学計測
- 有償サポートパック

活用されているフィールド
- 公的研究機関、大学などの学術施設、民間企業の研究開発部門・生産製造部門

### 図面ソリューション事業
事業内容
- 「図脳CAD」のブランド名で、CADソフトウェアや図面管理システムなど、図面に関わる製品の開発・販売・サポート・保守

製品
- 2次元CADソフトウェア（製品名：図脳RAPID）
- 3次元CADソフトウェア（製品名：SQ CAD）
- 図面管理システム（製品名：図脳TeCA）
- ラスタ/ベクタ変換ソフトウェア
- 設計支援ツール

サービス
- 無料ユーザーサイト「図脳クラブ」
- CADソフトウェアのカスタマイズ
- 有償サポートパック

活用されているフィールド
- 民間企業の設計部門・生産技術部門・品質保証部門、工事・施工部門、全国の地方自治体

### 放送映像システム事業
事業内容
- 放送局やプロダクション向け映像機器のシステム構築・販売・サポート

取扱品
- ディスクレコーダ
- ビデオサーバ
- ノンリニア編集システム
- Cloud編集システム
- テロッパー
- トランスコーダ/エンコーダ
- バーチャルスタジオ
- オンエアグラフィックス
- クロマキーソフトウェア
- カメラトラッキングシステム
- カラーグレーディング
- リストレーションシステム
- マスタリングシステム
- ファイル転送システム
- 共有ストレージ
- モバイル映像制作・編集アプリケーション
- メディアアセットマネージメントソリューション
- プロダクションスイッチャー
- 放送用カメラ
- ビデオルータ
- 波形アナライザ

取扱メーカー
- Avid
- EVS
- Vizrt
- ROHDE&SCHWARZ
- Telestream
- Signiant
- GrayMeta
- Blackmagic Design
- Digital Vision world
- Adobe
- MTI Film
- TrackMen
- Singular.live
- AXON
- DAZZL
- Haivision

活用されているフィールド
- 放送局、ポストプロダクション、制作会社、スタジオ、スタジアム、OTT

### 映像ネットワーク事業
事業内容
- 放送局やOTT、プロダクション向けに専用ネットワークサービスの提供やシステムの構築

サービス
- 拠点間大容量ファイル転送サービス（サービス名：HARBOR）
- 番組オンライン搬入システム
- スタジオ収録・ロケ支援サービス
- スポット転送支援サービス
- 光ファイバー専用線サービス
- 外部倉庫預かりサービス
- CMオンライン送稿向けファイル搬入サービス（サービス名：C.M.HARBOR）
- CMオンライン・ワークフローサービス

活用されているフィールド
- 放送局、広告代理店、制作会社、フィルムコミッション、ポストプロダクション、スタジオ、OTT

### スポーツビジネス事業
事業内容
- スポーツテックに関する技術開発および提供

サービス
- スポーツコンテンツのライブ映像配信サービス、およびそれらシステム運用・監視サービスの提供（映像伝送・配信・収録・アーカイブ運用まで）
- スポーツコンテンツの映像制作
- ライブ映像伝送・配信に関するデバイスやシステムの販売およびレンタル
- スポーツテックに関する技術開発および提供

活用されているフィールド
- プロスポーツリーグ、プロスポーツチーム、放送局、放送局、OTT、スタジアム

### 教育映像システム事業
事業内容
- 学校や企業の研修施設向けに講義収録・配信システムの開発・販売・構築・サポート。

製品・取扱品
- 講義・実習収録システム
- ネットワークカメラ収録システム（製品名：Spider Rec）
- 学習動画共有プラットフォーム（製品名：CLEVAS）
- 動画コンテンツ管理/配信システム
- 学習コミュニケーションシステム（製品名：PF-NOTE）

活用されているフィールド
- 学校、企業、病院

## 拠点

### 事業所
- 本社 - 東京都千代田区神田神保町一丁目105番地　神保町三井ビルディング21階
- 名古屋営業所 - 愛知県名古屋市中区丸の内1丁目5番28号　伊藤忠丸の内ビル7階
- 豊田営業所 - 愛知県豊田市永覚新町3丁目47-1
- 大阪営業所 - 大阪府大阪市北区野崎町9番8号　永楽ニッセイビル6階
- 福岡営業所 - 福岡県福岡市早良区百道浜2丁目1番22号　福岡SRPセンタービル
- 市ヶ谷事業所 - 東京都千代田区九段南3-3-6　麹町ビル1階
- 栃木テクニカルセンター - 栃木県下野市下古山3251-1

### 工場
- 米沢工場 - 山形県米沢市八幡原1丁目1番29

## 関連会社
- フォトロン M&E ソリューションズ株式会社
- アイチップス・テクノロジー株式会社
- 株式会社IPモーション
- 株式会社フォトニックラティス
- 株式会社ＩＳＬＷＡＲＥ
- 株式会社メディア・ソリューションズ
- PHOTRON USA, INC.
- PHOTRON EUROPE LIMITED
- PHOTRON （SHANGHAI） LIMITED
- PHOTRON VIETNAM TECHNICAL CENTER LTD.
- Photron Deutschland GmbH
- Motion Engineering Company